# فنسنت بيلودو
فنسنت بيلودو هو ممثل كندي، ولد في 11 أغسطس 1951 في مدينة كيبك في كندا.

## وصلات خارجية
- فنسنت بيلودو على موقع IMDb (الإنجليزية)
- فنسنت بيلودو على موقع ألو سيني (الفرنسية)
- فنسنت بيلودو على موقع أول موفي (الإنجليزية)
- فنسنت بيلودو على موقع قاعدة بيانات الفيلم (الإنجليزية)
- فنسنت بيلودو على موقع كينوبويسك (الروسية)